# Бондарев Арсеній Сергійович
Арсеній Сергійович Бондарев (рос. Арсений Сергеевич Бондарев; 9 квітня 1985, с. Томичі, СРСР) — російський хокеїст, нападник. Виступає за «Молот-Прикам'я» (Перм) у Вищій хокейній лізі. 
Вихованець хокейної школи «Амур» (Хабаровськ). Виступав за «Амур» (Хабаровськ), «Крила Рад» (Москва), ХК МВД, «Кристал» (Електросталь), «Дизель» (Пенза), ХК «Гомель». 